# Подарунок долі
«Подарунок долі» — радянський художній фільм 1977 року, знятий режисером Олександром Павловським і Леонідом Павловським на Одеській кіностудії.

## Сюжет
Пустотлива та весела співробітниця текстильного комбінату Дінка Балашова стає справжнім подарунком долі для коменданта кращого в області жіночого гуртожитку Віктора Павловича, суворого охоронця інструкцій, графіків та розкладів.

## У ролях
- Тамара Трач — Діна Балашова, ткаля
- Віра Васильєва — Любов Сергіївна, директор ткацької фабрики
- Геннадій Ялович — Віктор Павлович, комендант жіночого гуртожитку
- Майя Булгакова — Ганна Гаврилівна, вахтер гуртожитку
- Володимир Волков — Антон Петрович, майстер цеху
- Олександр Ігнатуша — Юра, водій, друг Діни
- Сергій Массарський — Мишко, водій, друг Юри
- Наталія Ченчик — Зоя, ткаля, грала гоголівського Хлестакова
- Ірина Мурзаєва — Євдокія Якимівна, бабуся Діни
- Гаррі Бардін — лектор
- Рудольф Отколенко — епізод
- Михайло Свєтін — Філімонов, старшина міліції
- Любов Селютіна — Любка, ткаля
- Людмила Копкіна — ткаля
- Любов Ткаченко — ткаля
- Є. Ложкіна — ткаля
- А. Ложкіна — ткаля
- Анвар Тураєв — міліціонер
- Галина Манухіна — ткаля
- Євдокія Германова — ткаля

## Знімальна група
- Режисери — Олександр Павловський, Леонід Павловський
- Сценарист — Володимир Конюшев
- Оператор — Віктор Крутін
- Композитор — Ян Фрейдлін
- Художник — Галина Щербина